# Giovo Ligure
Giovo Ligure is een plaats (frazione) in de Italiaanse gemeente Pontinvrea.